# Кальєта (Азори)
Кальє́та (порт. Calheta; МФА: [kɐ.ˈʎe.tɐ]) — муніципалітет і містечко в Португалії, в автономному регіоні Азорські острови. Розташований на острові Сан-Жорже в Атлантичному океані, на теренах історичної португальської провінції Азори. Належить до Ангрської діоцезії Католицької церкви в Португалії. Права міського самоврядування має з 1534 року. Поділяється на 5 парафій.  Площа муніципалітету — 126,51 км², населення муніципалітету — 3773 ос. (2011); густота населення — 29,82 осіб/км²
. Патрон — свята Катерина. Святковий день муніципалітету — 25 листопада. Поштовий індекс — 9850.  Код місцевої адміністративної одиниці — 2006. Складова статистичного регіону Азори.

## Географія
Кальєта розташована на Азорських островах в Атлантичному океані, на південному сході острова Сан-Жорже.

## Населення
| Кількість мешканців | Кількість мешканців | Кількість мешканців | Кількість мешканців | Кількість мешканців | Кількість мешканців | Кількість мешканців | Кількість мешканців | Кількість мешканців | Кількість мешканців | Кількість мешканців | Кількість мешканців | Кількість мешканців | Кількість мешканців | Кількість мешканців | Кількість мешканців |
| ------------------- | ------------------- | ------------------- | ------------------- | ------------------- | ------------------- | ------------------- | ------------------- | ------------------- | ------------------- | ------------------- | ------------------- | ------------------- | ------------------- | ------------------- | ------------------- |
| 1864                | 1878                | 1890                | 1900                | 1911                | 1920                | 1930                | 1940                | 1950                | 1960                | 1970                | 1981                | 1991                | 2001                | 2011                |                     |
| 8 363               | 8 544               | 8 125               | 7 669               | 6 887               | 6 536               | 6 652               | 7 546               | 7 677               | 7 429               | 6 130               | 4 434               | 4 512               | 4 069               | 3 773               |                     |